# تشهار بارو (كوهستان)
تشهار بارو (بالفارسية: چهاربرود) هي قرية تقع في إيران في أذربيجان الشرقية. يقدر عدد سكانها بـ 743 نسمة .